# Multiplex of Analog Components
Multiplexed of analog components (MAC) est un standard vidéo développé au milieu des années 1980. Appelé à remplacer le PAL et le SECAM, en particulier dans le cadre de la télédiffusion par satellite, le standard MAC est arrivé trop tard et ne s'est jamais réellement imposé.
Son principe, contrairement aux systèmes conventionnels (NTSC, PAL et SECAM) où le signal couleur module une sous-porteuse (multiplexage fréquentiel), repose sur une transmission séquentielle (multiplexage temporel). De cette façon, les interférences entre les signaux chrominance (couleur) et luminance (noir et blanc), et la limitation en fréquence due à la sous-porteuse couleur disparaissent, permettant ainsi une image plus détaillée (mais toujours en 625 lignes) et des couleurs plus pures.
En fait, une ligne de signal vidéo MAC est composée de 3 informations successives : le signal audio numérique codé en PCM qui remplace les signaux de synchronisation (ligne ou ligne + trame), le signal de luminance, le signal de chrominance, ces deux derniers étant "comprimées" dans le temps (1,5 fois pour le signal de luminance et 3 fois pour le signal de chrominance). Le signal de chrominance est donc transmis avec une définition en principe 2 fois moins élevée que la luminance (en fait, la bande passante chrominance est limitée à 1,6 MHz, alors qu'elle pourrait atteindre 2,8 MHz, puisque la bande passante luminance est de 5,6 MHz), étant constituée d'une alternance, à chaque ligne, des signaux U (R-Y) et V (B-Y) (comme en SECAM).
Ce format mixte, analogique pour la vidéo et numérique pour le son, a disparu avec l'arrivée du tout numérique MPEG permettant de faire circuler 8 canaux (en moyenne) sur l'emplacement d'un seul canal analogique.
Il existe différentes variantes de ce standard:
- A-MAC (version préliminaire)
- B-MAC (version professionnelle[1])
- C-MAC (pour les pros[2])
- D-MAC (version grand public, qui fut par exemple utilisée en Angleterre sur le satellite Marco Polo par BSB)
- D2-MAC (variante du précédent)
- HD-MAC version haute définition (TVHD)